# 아시아연구네트워크

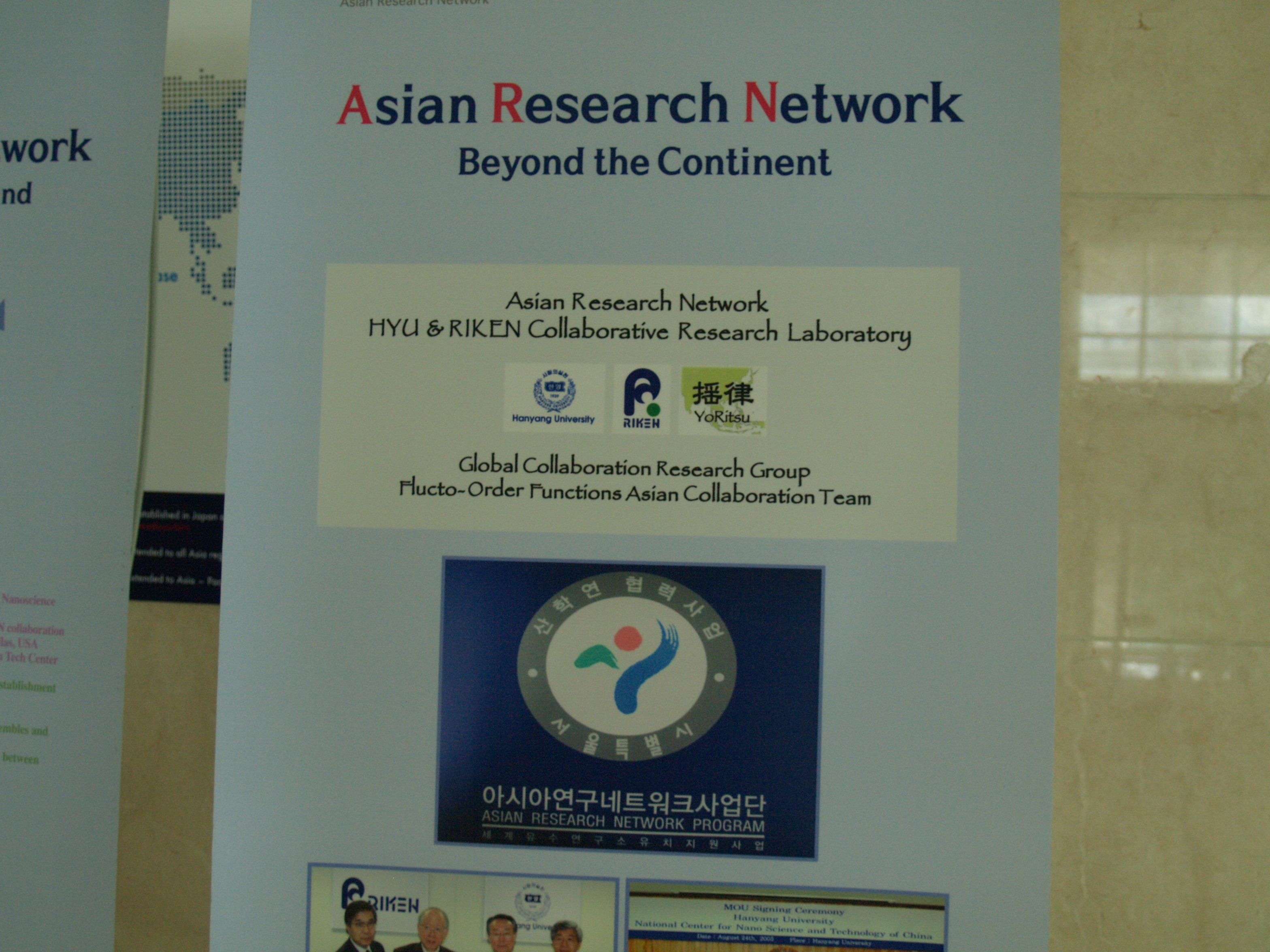
아시아 연구 네트워크 안내

아시아연구네트워크(Asian Research Network, ARN)는 대한민국의 한양대학교와 일본 이화학연구소가 설립한 연구 조직이다. 2009년 현재 연구참여기관으로는 6개 대학/연구소가 있으며, 사업단장으로는 대한민국의 이해원과 일본의 마사히코 하라가 공동으로 역임 하고 있다. 2009년에는 일본의 아소 다로총리가 이곳을 직접 방문하여 연구원들을 격려하기도 했다.
 
한양대학교 퓨전테크놀로지센터 4,5,6층에 위치.

## 연혁
아시아연구네트워크는 2003년 한양대학교와 이화학연구소가 공동 워크샵을 시작한것을 기점으로 2005년 아시아연구네트워크에 대한 LOI체결을 했고, 이후 추진과정을 거쳤다. 같은해, 서울특별시의 후원을 받아 2008년 준공된 퓨전테크놀로지센터에 입주하게 되었다.

### 향후 계획
아시아연구네트워크는 2단계 사업으로 아시아 전역으로 연구조직을 확대 할 계획을 가지고 있으며, 최종적으로는 아시아-태평양지역까지 확대하는 것을 목표로 하고 있다.

## 조직

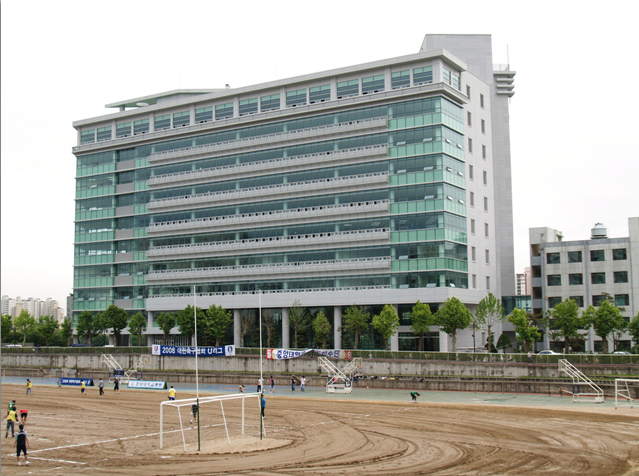
아시아연구네트워크가 위치한 퓨전테크놀로지센터. 대한민국의 한양대학교 부지에 위치해 있다.

### 연구 참여조직
2009년 현재 연구 참여조직은 총 6개 기관이다
- 한양대학교
- 이화학연구소
- 서울대학교
- POSTECH
- 한국전자통신연구원
- 한국화학연구원

### 참여기관
아시아연구네트워크의 참여기관은 연구참여기관 6개소를 포함해 다음과 같다
- 삼성전자
- 한국파스퇴르
- 중국과학원
- 북경대학교
- University of Pune
- 인도국립화학연구원
- IISER(Indian Institute of Science Education and Research) (영문위키)
- 시바지대학 (인도) (영문위키)
- 싱가포르 국립 대학교
- University of Texas at Dallas

### 후원기관
- 대한민국 교육과학기술부
- 서울특별시

## 활동
- 이화학연구소는 노벨상수상자인 유카와 히데키를 배출하였다
- 한양대학교는 SCI 저널인 《Journal of Ceramic Processing Research》를 출판한다.
- 한국전자통신연구원은 SCI 저널인 《ETRI Journal》을 출판한다
- 나노공학과 관련한 심포지움 및 워크샵등의 행사를 개최한다.

### 교육활동
아시아연구네트워크에서는 참여기관의 대학원생을 대상으로 3~6개월간의 연구기관 인턴십을 제공한다. 또한 정보통신, 생명공학, 나노공학을 접목시킨 융합학문 글로벌 리더 교육 프로그램을 준비하고 있다.

### 연구분야
아시아연구네트워크에서는 융합형 학문과 관련하여 총 18개 분야의 연구를 추진하고 있다.

- 나노-생명공학 관련 5개 분야
- 나노-정보통신 관련 13개 분야